# Список переможців Гран-прі Формули-1

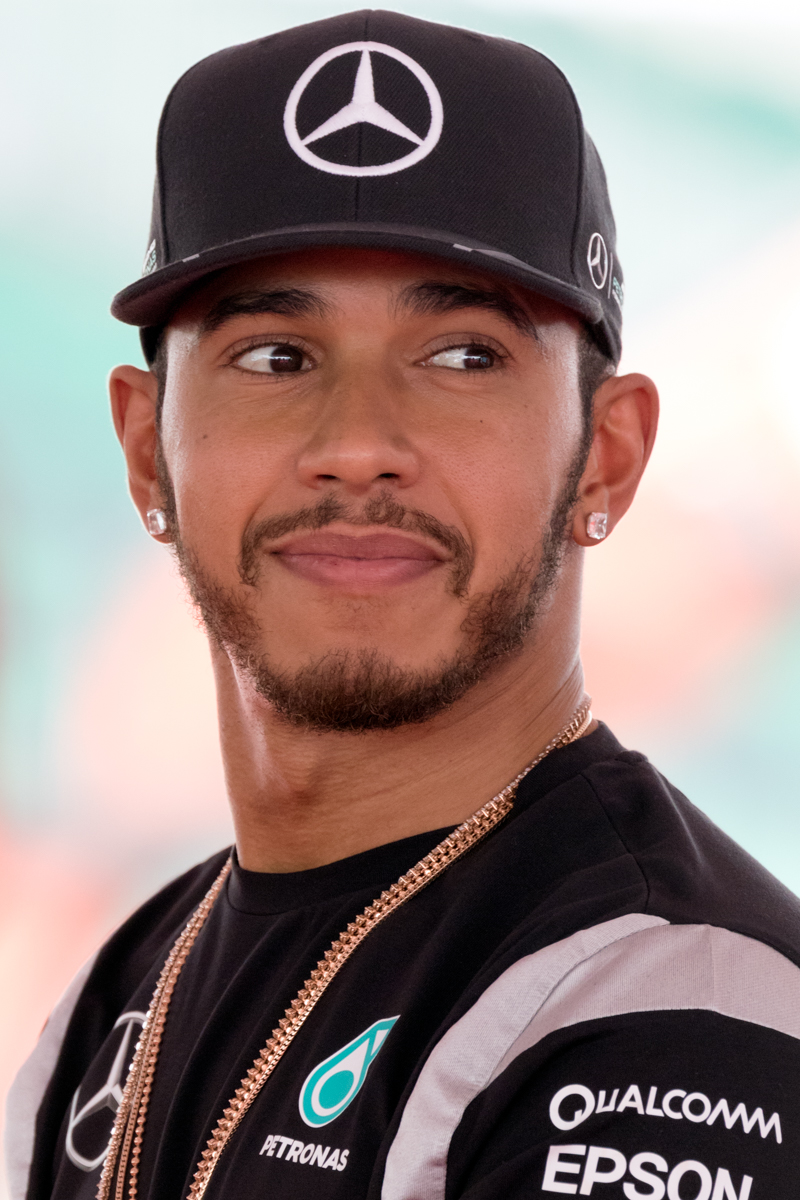
Льюїс Гамільтон, чинний володар рекорду за перемогами у Формулі-1.

Список переможців Гран-прі Формули-1, починаючи з 1950 року.
Формула-1, скорочено F-1, це найвищий ступінь автоспорту з відкритими колесами, світова серія, контрольована Міжнародною федерацією автоспорту (FIA), головним регулюючим органом.
Слово «Формула» в назві означає звід правил, яким повинні відповідати боліди всіх учасників. Сезон чемпіонату Формули-1 складається з серії перегонів, відомих як Гран-прі, що проходять зазвичай на спеціально побудованих трасах. Крім того, деякі з гонок проходять на обгороджених міських вулицях. Результати перегонів йдуть в залік чемпіонату пілотів, а також в залік чемпіонату конструкторів.
Льюїс Гамільтон утримує за собою рекорд за перемогами, він підіймався на найвищу сходинку подіуму 105 разів. Йому ж належить рекорд найбільшого проміжку часу між першою та останньою перемогою — вперше він переміг у 2007 році на Гран-прі Канади 2007, а останнього разу — 2024 році на Гран-прі Бельгії 2024, проміжок між перемогами склав 17 років та 48 днів.
На другому місці з 91 перемогою перебуває Міхаель Шумахер.
Третє місце займає Макс Ферстаппен, який, окрім цього, утримує рекорд найбільшої кількості перемог поспіль, вигравши підряд десять Гран-прі в 2023 році. Також він є наймолодшим переможцем Гран-прі, здобувши свою першу перемогу на Гран-прі Іспанії 2016 у віці 18 років і 227 днів.
Найстаршим переможцем Гран-прі Формули-1 є Луїджі Фаджіолі, він виграв Гран-прі Франції 1951 у 53 роки та 22 дні.

## За гонщиками

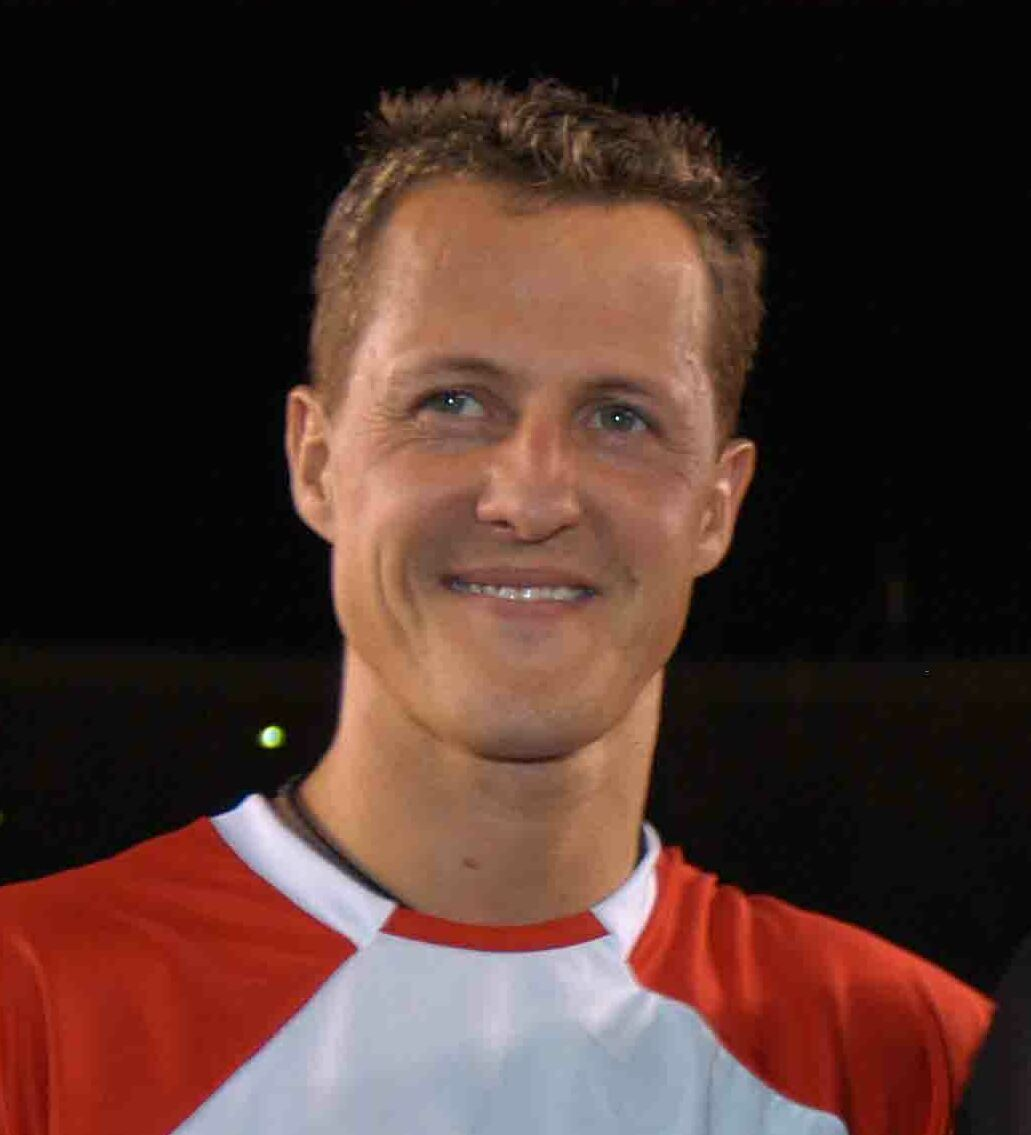
Семиразовий чемпіон Міхаель Шумахер, переможець 91 Гран-прі.

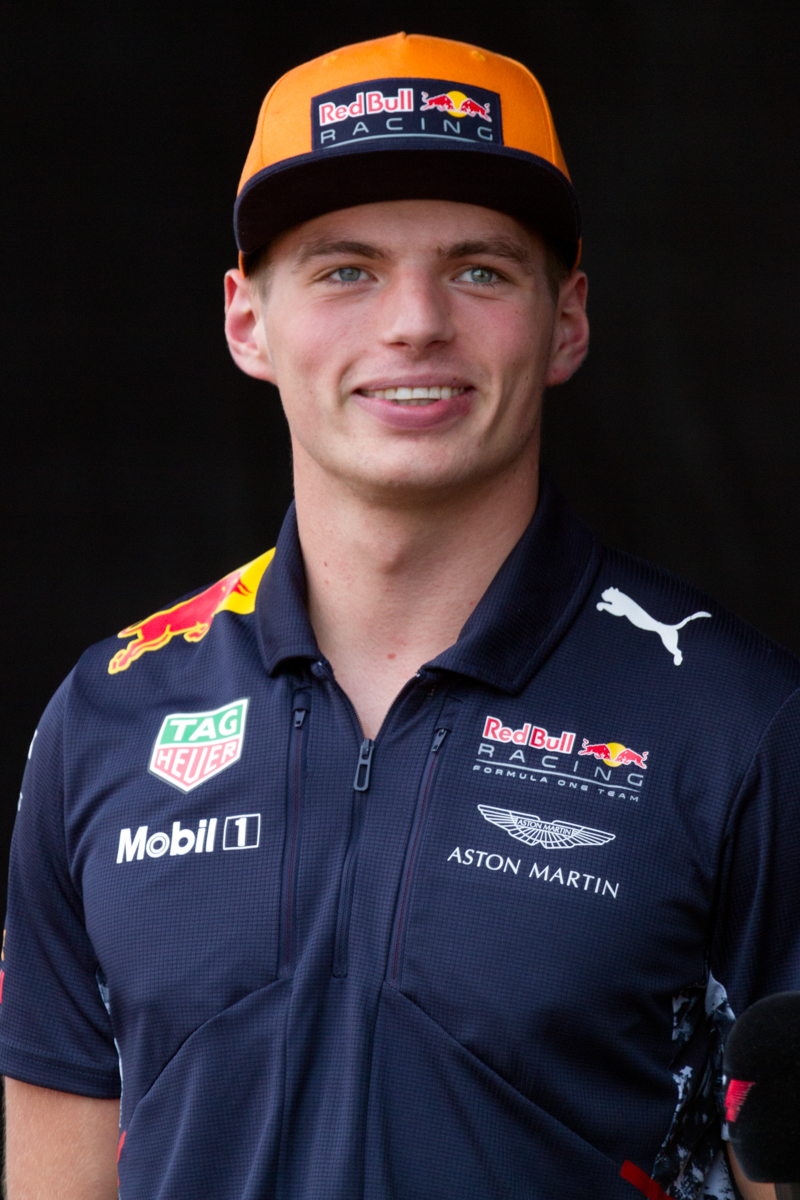
Чотириразовий чемпіон Макс Ферстаппен, переможець 65 Гран-прі. Також наймолодший переможець Гран-прі.

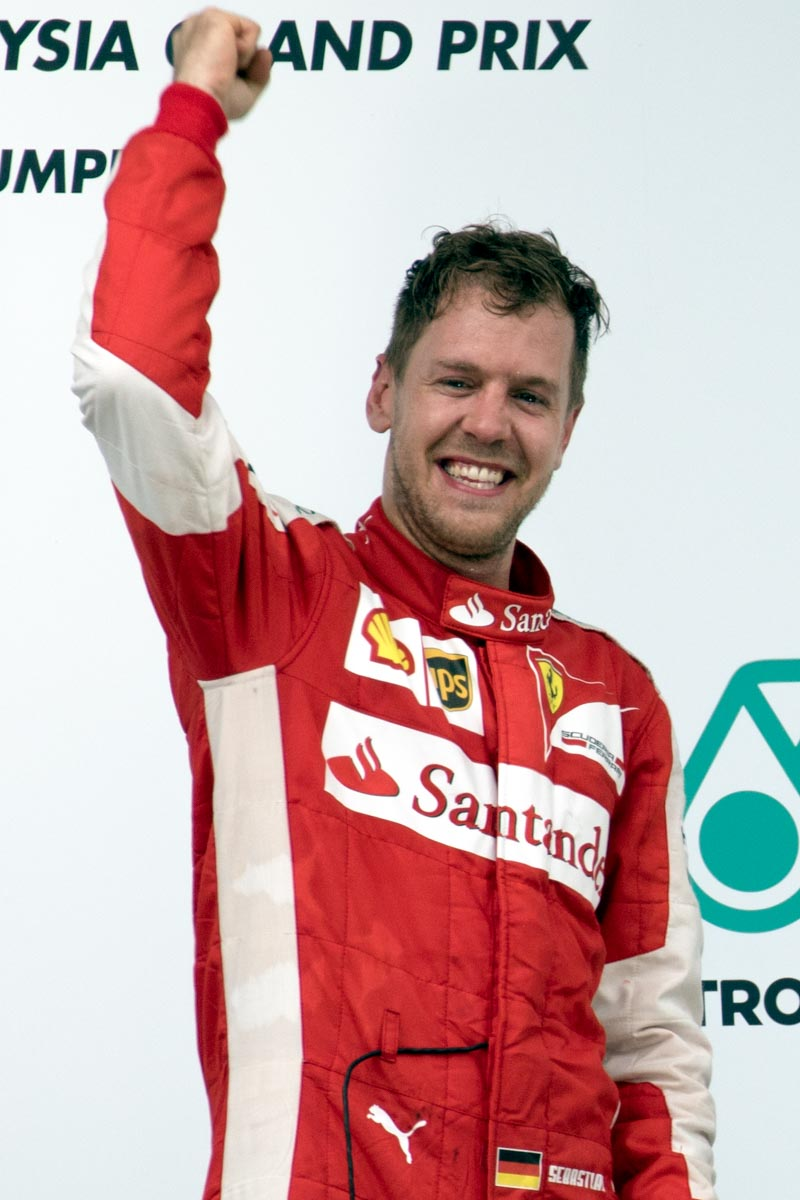
Чотириразовий чемпіон Себастьян Феттель, переможець 54 Гран-прі.

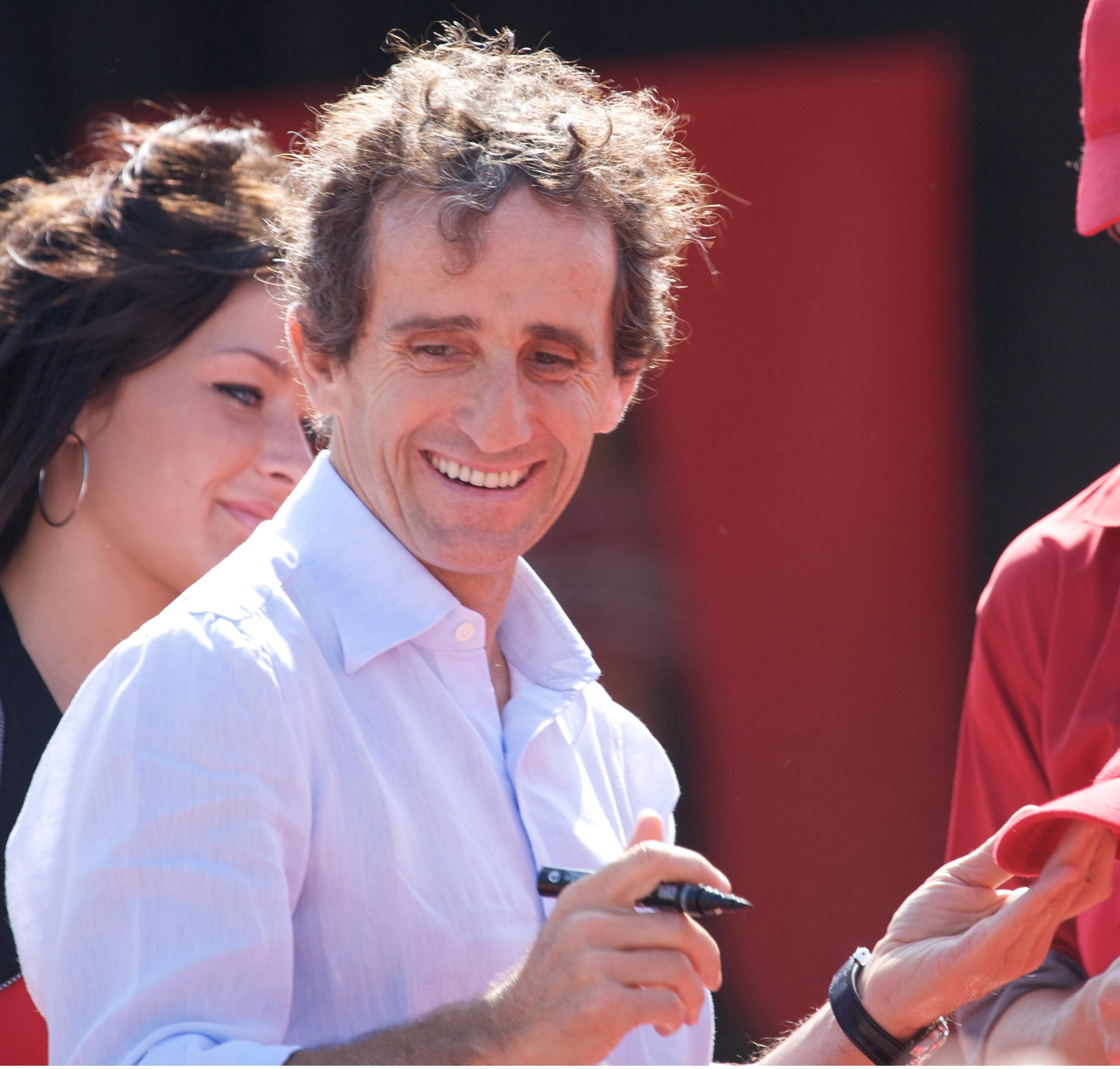
Чотириразовий чемпіон Ален Прост, переможець 51 Гран-прі.

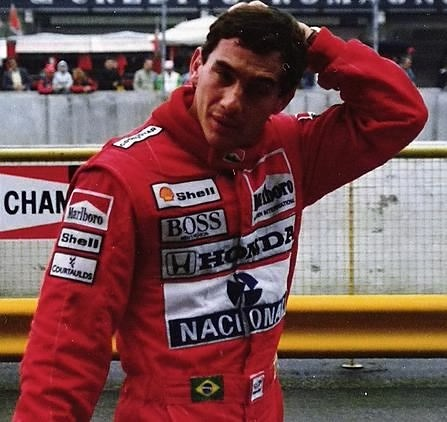
Триразовий чемпіон Айртон Сенна, переможець 41 Гран-прі.

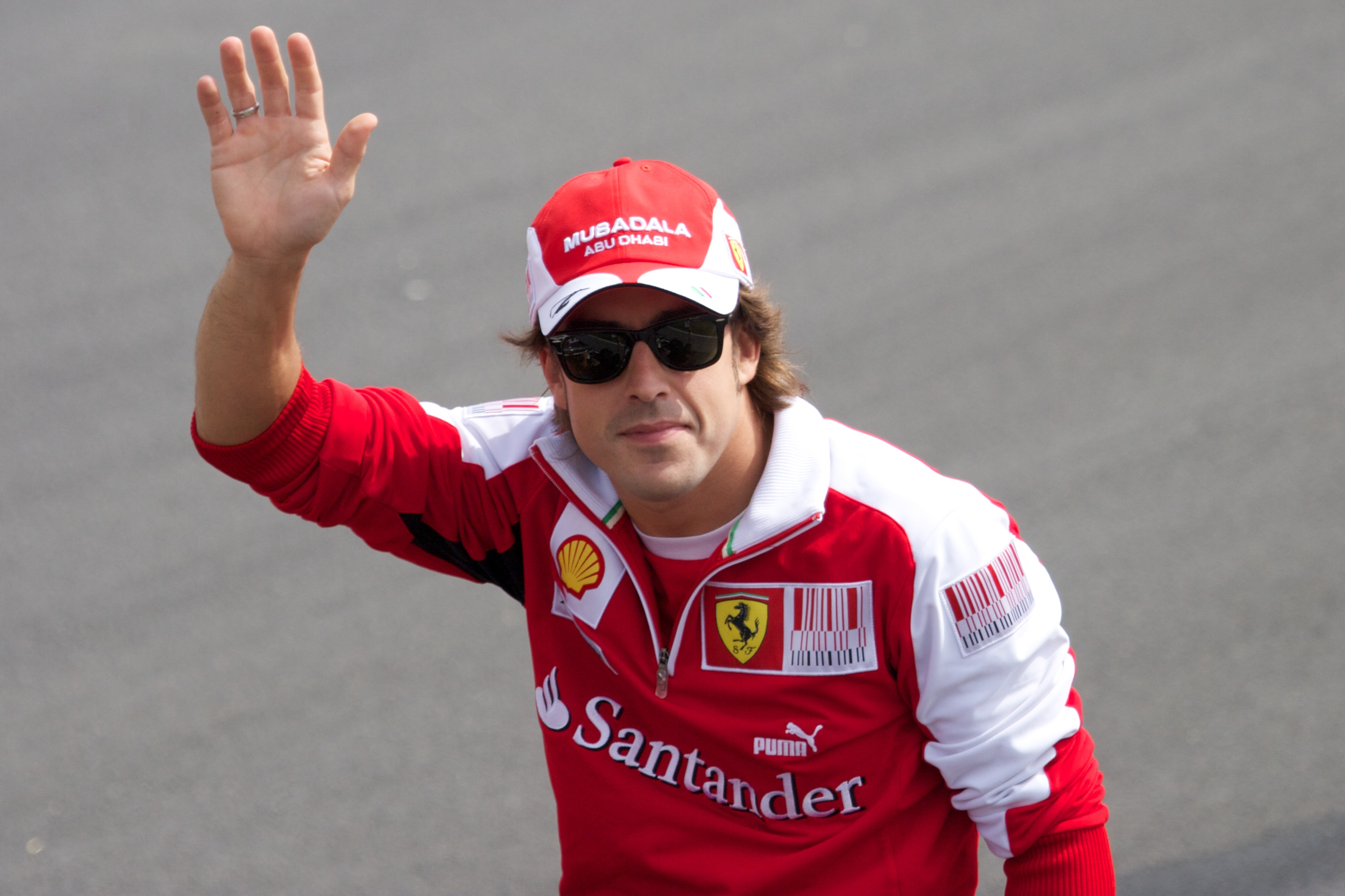
Дворазовий чемпіон Фернандо Алонсо, переможець 32 Гран-прі.

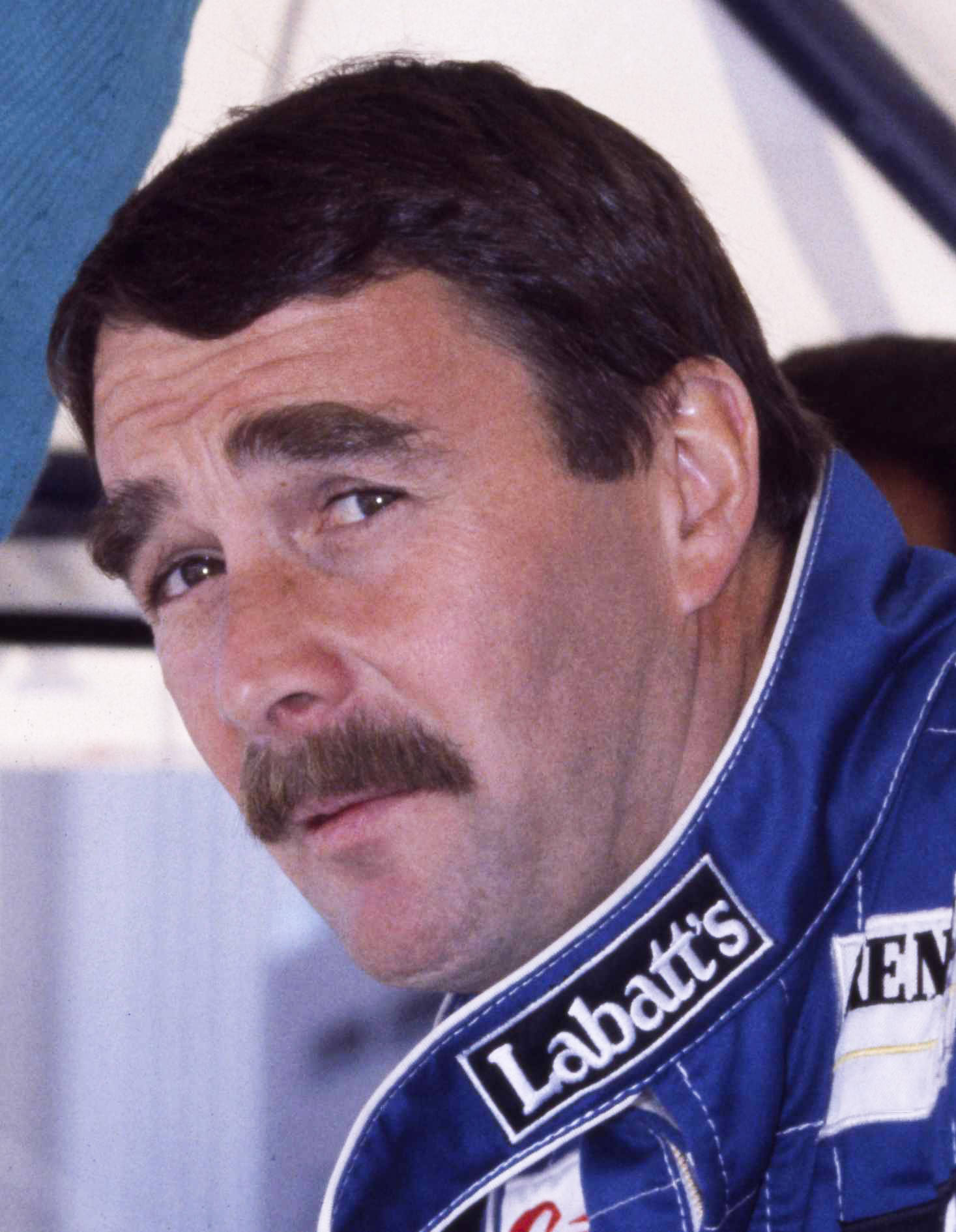
Чемпіон Найджел Менселл, переможець 31 Гран-прі.

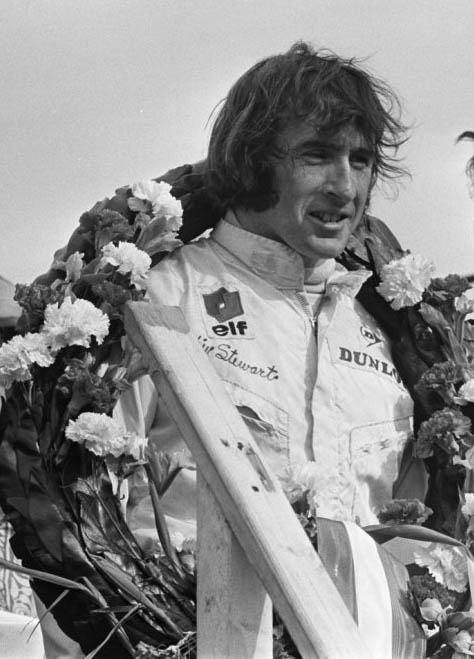
Триразовий чемпіон Джекі Стюарт, переможець 27 Гран-прі.

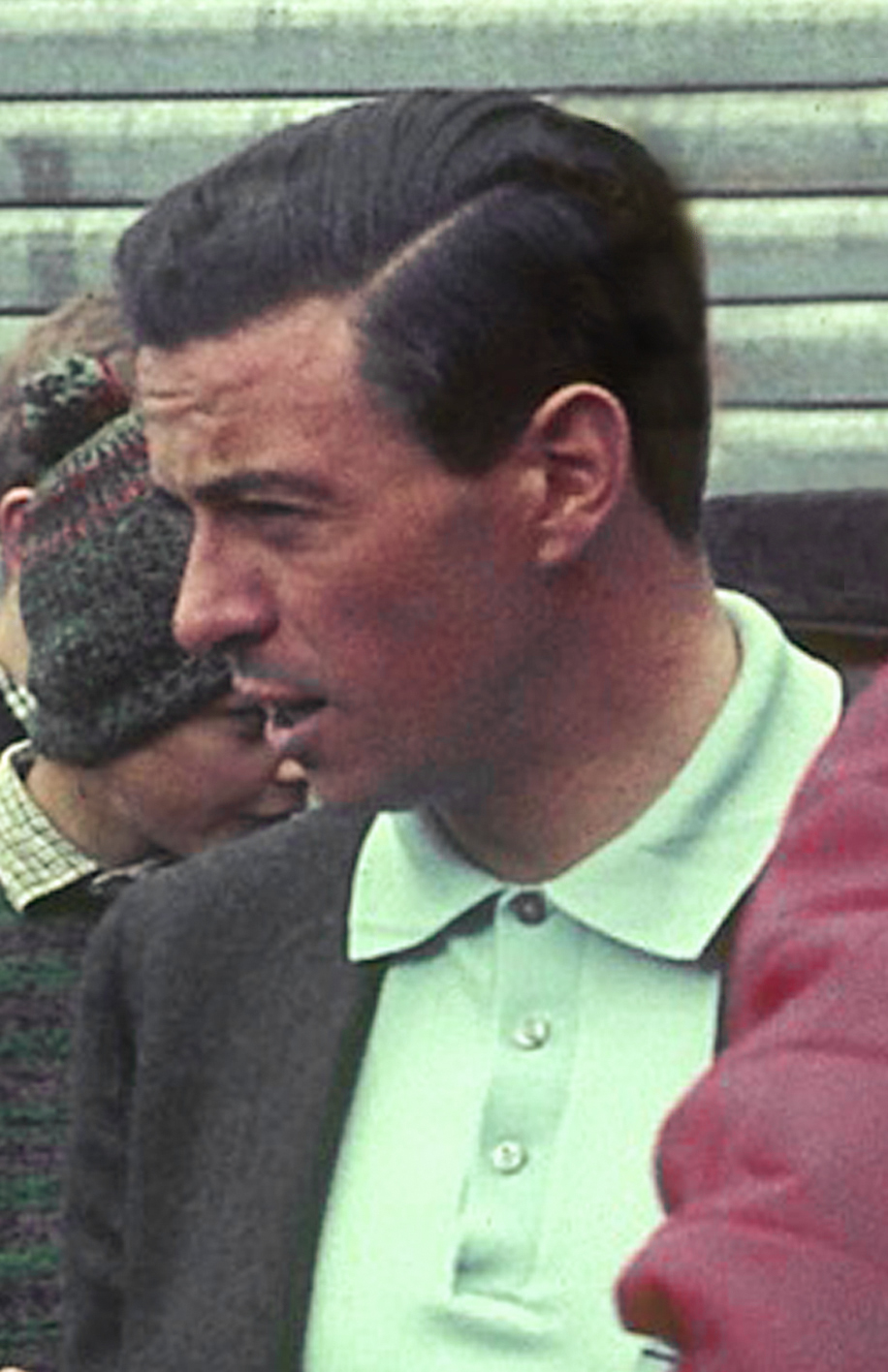
Дворазовий чемпіон Джим Кларк, переможець 25 Гран-прі.

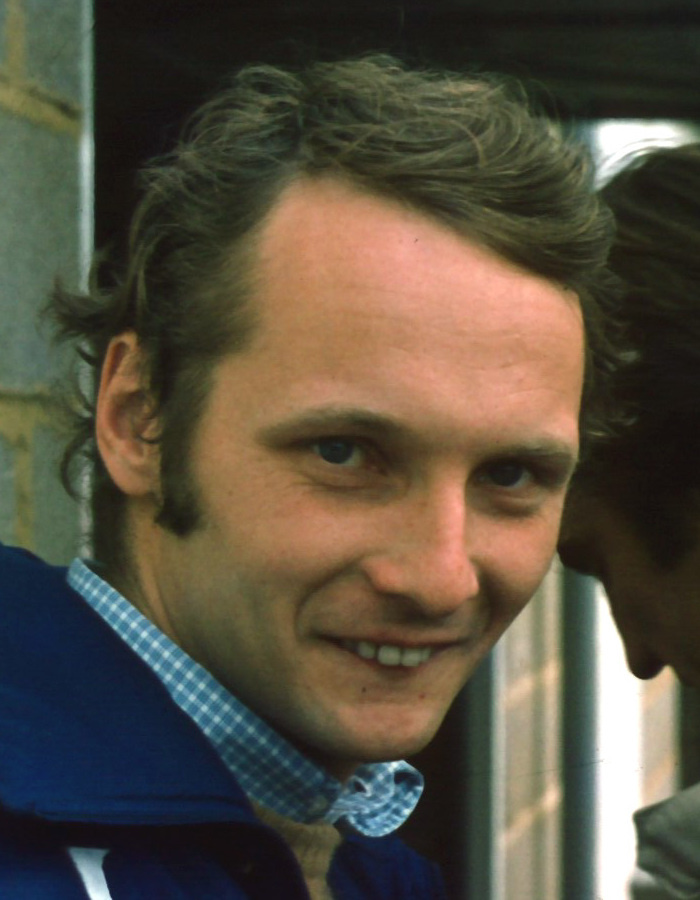
Триразовий чемпіон Нікі Лауда, переможець 25 Гран-прі.

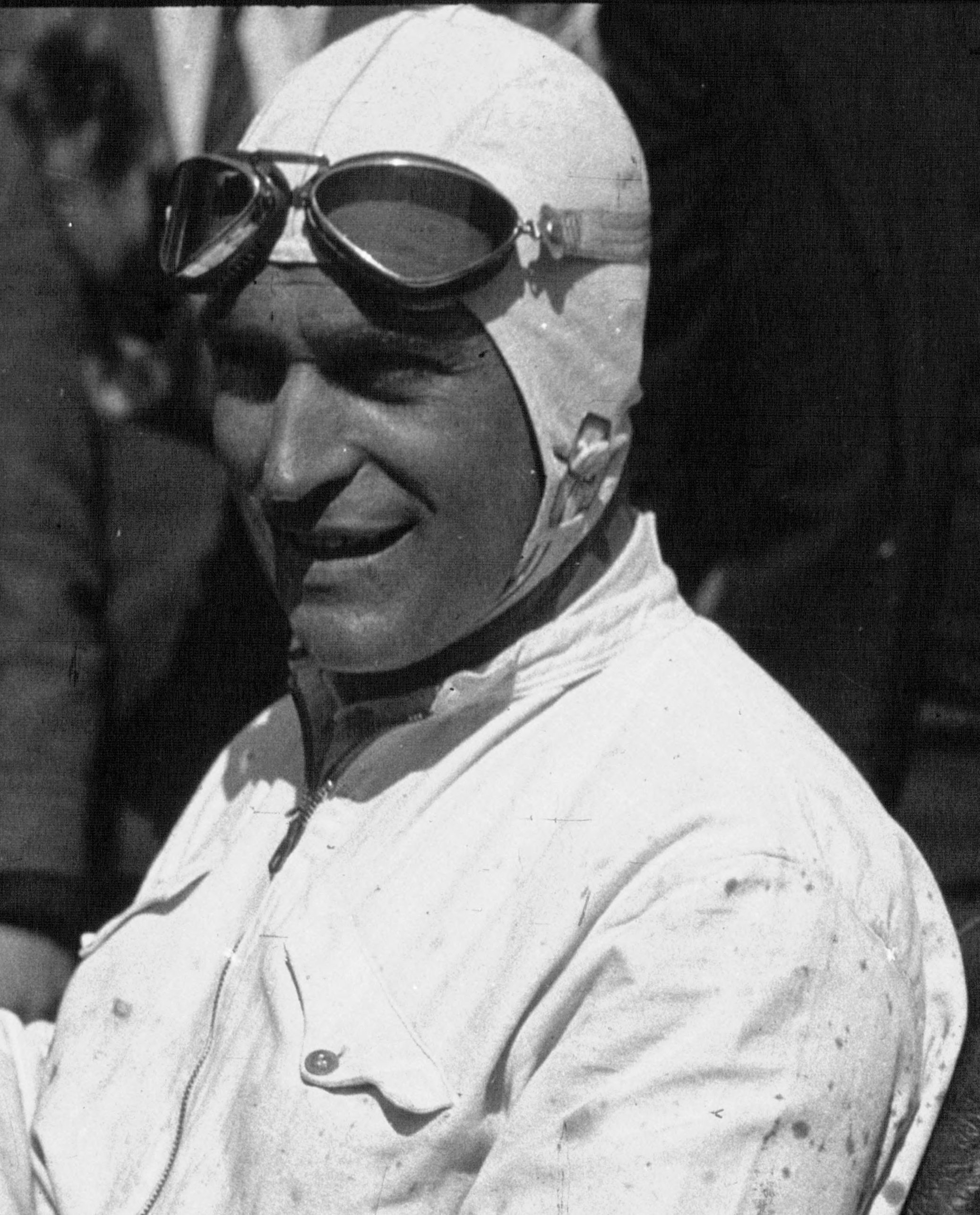
Луїджі Фаджолі, найстарший переможець Гран-прі Формули-1.

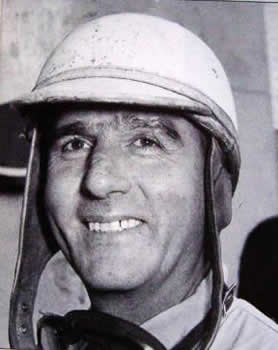
Джузеппе Фаріна, перший переможець Гран-прі в рамках Чемпіонату світу Формули-1.

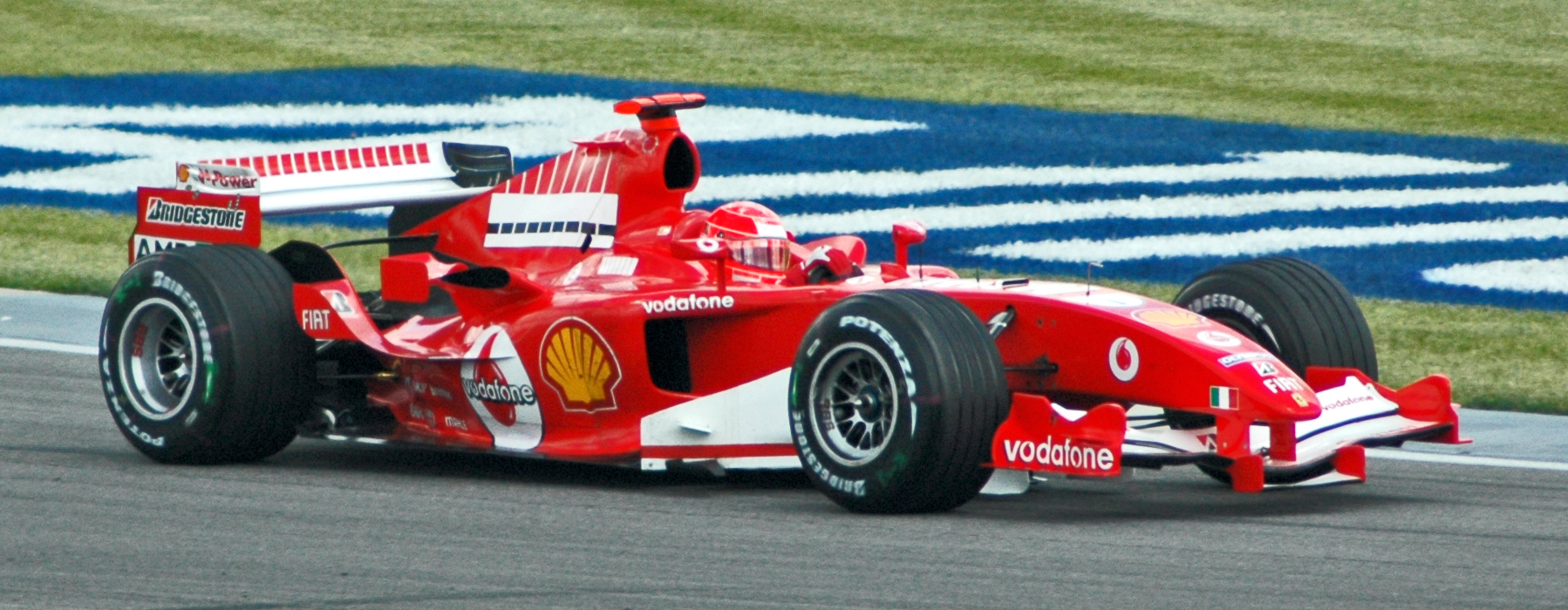
Семиразовий чемпіон світу Міхаель Шумахер утримував рекорд найбільшої кількості перемог (91), перед тим як його рекорд побив Льюїс Гамільтон в 2020 році.

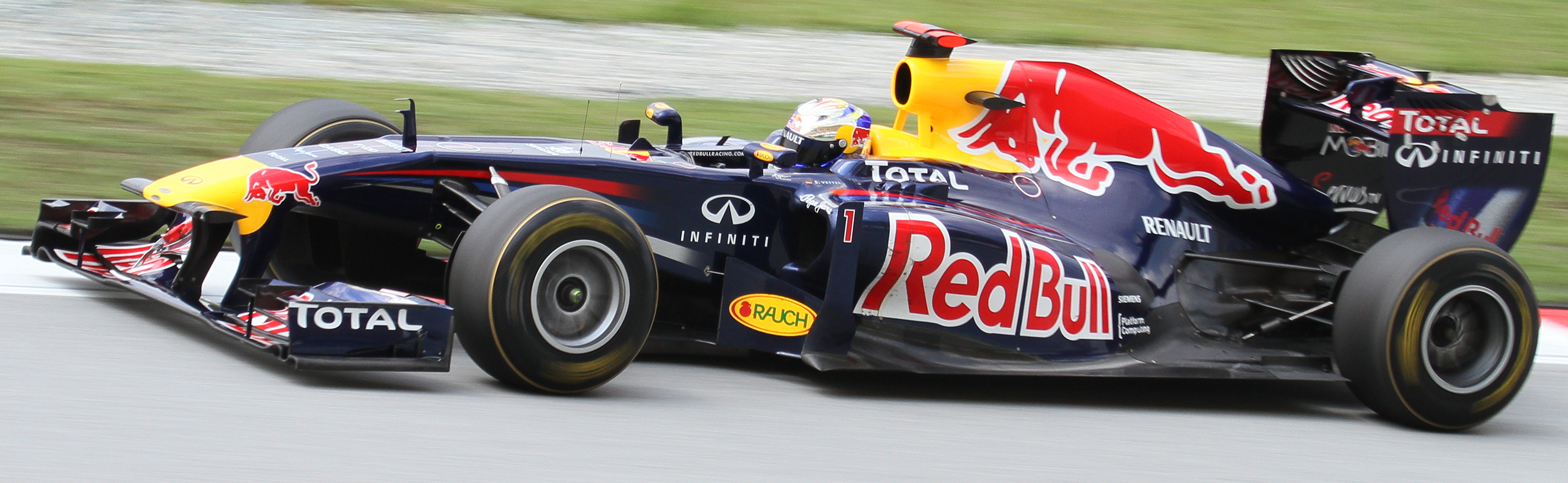
Себастьян Феттель наразі має поспіль виграні чотири чемпіонські титули, здобувши їх усі з командою Red Bull Racing.

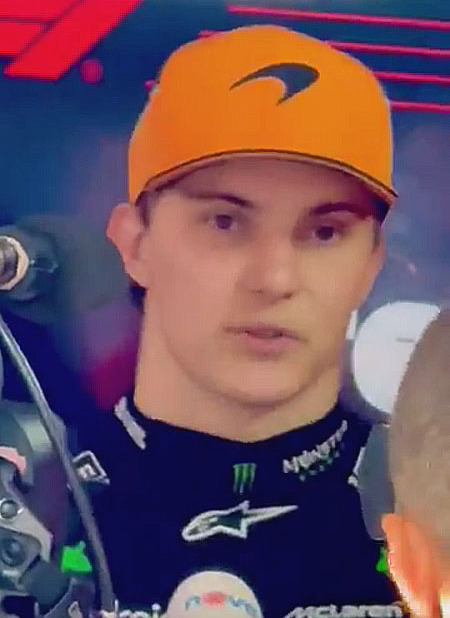
Оскар Піастрі став 115-м і найновішим переможцем Гран-прі, здобувши перемогу на Гран-прі Угорщини 2024 року.

- Жирним шрифтом відзначено пілотів, які беруть участь у Чемпіонаті 2025 року.
- Курсивом відзначено Чемпіонів Формули-1

| №  | Пілот                  | Країна          | Перемоги | Сезони                              | Перша перемога                 | Остання перемога               | Примітки                                                |
| -- | ---------------------- | --------------- | -------- | ----------------------------------- | ------------------------------ | ------------------------------ | ------------------------------------------------------- |
| 1  | Льюїс Гамільтон        | Велика Британія | 105      | 2007 —                              | Гран-прі Канади 2007           | Гран-прі Бельгії 2024          | [ 2 ]                                                   |
| 2  | Міхаель Шумахер        | Німеччина       | 91       | 1991 — 2006 2010 — 2012             | Гран-прі Бельгії 1992          | Гран-прі Китаю 2006            | [ 4 ] [ 7 ]                                             |
| 3  | Макс Ферстаппен        | Нідерланди      | 65       | 2015 —                              | Гран-прі Іспанії 2016          | Гран-прі Емілії-Романьї 2025   | [ 8 ]                                                   |
| 4  | Себастьян Феттель      | Німеччина       | 53       | 2007 — 2022                         | Гран-прі Італії 2008           | Гран-прі Сінгапуру 2019        | [ 9 ]                                                   |
| 5  | Ален Прост             | Франція         | 51       | 1980 — 1991, 1993                   | Гран-прі Франції 1981          | Гран-прі Німеччини 1993        | [ 10 ]                                                  |
| 6  | Айртон Сенна           | Бразилія        | 41       | 1984 — 1994                         | Гран-прі Португалії 1985       | Гран-прі Австралії 1993        | [ 11 ]                                                  |
| 7  | Фернандо Алонсо        | Іспанія         | 32       | 2001, 2003 — 2018 2021 —            | Гран-прі Угорщини 2003         | Гран-прі Іспанії 2013          | [ 12 ]                                                  |
| 8  | Найджел Менселл        | Велика Британія | 31       | 1980 — 1992 1994 — 1995             | Гран-прі Європи 1985           | Гран-прі Австралії 1994        | [ 13 ]                                                  |
| 9  | Джекі Стюарт           | Велика Британія | 27       | 1965 — 1973                         | Гран-прі Італії 1965           | Гран-прі Німеччини 1973        | [ 14 ]                                                  |
| 10 | Джим Кларк             | Велика Британія | 25       | 1960 — 1968                         | Гран-прі Бельгії 1962          | Гран-прі Південної Африки 1968 | [ 15 ]                                                  |
| 10 | Нікі Лауда             | Австрія         | 25       | 1971 — 1979 1982 — 1985             | Гран-прі Іспанії 1974          | Гран-прі Нідерландів 1985      | [ 16 ]                                                  |
| 12 | Хуан-Мануель Фанхіо    | Аргентина       | 24       | 1950 — 1951 1953 — 1958             | Гран-прі Монако 1950           | Гран-прі Німеччини 1958        | [ 17 ]                                                  |
| 13 | Нельсон Піке           | Бразилія        | 23       | 1978 — 1991                         | Гран-прі США 1980              | Гран-прі Канади 1991           | [ 18 ]                                                  |
| 13 | Ніко Росберг           | Німеччина       | 23       | 2006 — 2016                         | Гран-прі Китаю 2012            | Гран-прі Японії 2016           | [ 19 ]                                                  |
| 15 | Деймон Гілл            | Велика Британія | 22       | 1992 — 1999                         | Гран-прі Угорщини 1993         | Гран-прі Бельгії 1998          | [ 20 ]                                                  |
| 16 | Кімі Ряйкконен         | Фінляндія       | 21       | 2001 — 2009 2012 — 2021             | Гран-прі Малайзії 2003         | Гран-прі США 2018              | [ 21 ]                                                  |
| 17 | Міка Гаккінен          | Фінляндія       | 20       | 1991 — 2001                         | Гран-прі Європи 1997           | Гран-прі США 2001              | [ 22 ]                                                  |
| 18 | Стірлінг Мосс          | Велика Британія | 16       | 1950 — 1962                         | Гран-прі Великої Британії 1955 | Гран-прі Німеччини 1961        | [ 23 ] [ 24 ] [ 25 ] [ 26 ] [ 27 ] [ 28 ] [ 29 ]        |
| 19 | Дженсон Баттон         | Велика Британія | 15       | 2000 — 2016                         | Гран-прі Угорщини 2006         | Гран-прі Бразилії 2012         | [ 30 ]                                                  |
| 20 | Джек Бребем            | Австралія       | 14       | 1955 — 1970                         | Гран-прі Монако 1959           | Гран-прі Південної Африки 1970 | [ 31 ]                                                  |
| 20 | Грем Гілл              | Велика Британія | 14       | 1958 — 1975                         | Гран-прі Нідерландів 1962      | Гран-прі Монако 1969           | [ 32 ]                                                  |
| 20 | Емерсон Фіттіпальді    | Бразилія        | 14       | 1970 — 1980                         | Гран-прі США 1970              | Гран-прі Великої Британії 1975 | [ 33 ]                                                  |
| 23 | Альберто Аскарі        | Італія          | 13       | 1950 — 1955                         | Гран-прі Німеччини 1951        | Гран-прі Швейцарії 1953        | [ 34 ]                                                  |
| 23 | Девід Култгард         | Велика Британія | 13       | 1994 — 2008                         | Гран-прі Португалії 1995       | Гран-прі Австралії 2003        | [ 35 ] [ 36 ] [ 37 ] [ 38 ] [ 39 ] [ 40 ] [ 41 ] [ 42 ] |
| 25 | Маріо Андретті         | США             | 12       | 1968 — 1972 1974 — 1982             | Гран-прі Південної Африки 1971 | Гран-прі Нідерландів 1978      | [ 43 ]                                                  |
| 25 | Карлос Ройтеман        | Аргентина       | 12       | 1972 — 1982                         | Гран-прі Південної Африки 1974 | Гран-прі Бельгії 1981          | [ 44 ] [ 45 ] [ 46 ] [ 47 ] [ 48 ] [ 49 ]               |
| 25 | Алан Джонс             | Австралія       | 12       | 1975 — 1981, 1983 1985 — 1986       | Гран-прі Австрії 1977          | Гран-прі Лас-Вегаса 1981       | [ 50 ]                                                  |
| 28 | Жак Вільньов           | Канада          | 11       | 1996 — 2006                         | Гран-прі Європи 1996           | Гран-прі Люксембургу 1997      | [ 51 ]                                                  |
| 28 | Рубенс Баррікелло      | Бразилія        | 11       | 1993 — 2011                         | Гран-прі Німеччини 2000        | Гран-прі Італії 2009           | [ 52 ]                                                  |
| 28 | Феліпе Маса            | Бразилія        | 11       | 2002, 2004 — 2016                   | Гран-прі Туреччини 2006        | Гран-прі Бразилії 2008         | [ 53 ]                                                  |
| 31 | Ронні Петерсон         | Швеція          | 10       | 1970 — 1978                         | Гран-прі Франції 1973          | Гран-прі Австрії 1978          | [ 54 ] [ 55 ] [ 56 ] [ 57 ]                             |
| 31 | Джоді Шектер           | ПАР             | 10       | 1972 — 1980                         | Гран-прі Швеції 1974           | Гран-прі Швеції 1974           | [ 58 ]                                                  |
| 31 | Джеймс Гант            | Велика Британія | 10       | 1973 — 1979                         | Гран-прі Нідерландів 1975      | Гран-прі Нідерландів 1975      | [ 59 ]                                                  |
| 31 | Герхард Бергер         | Австрія         | 10       | 1984 — 1997                         | Гран-прі Мексики 1986          | Гран-прі Німеччини 1997        | [ 60 ]                                                  |
| 31 | Вальттері Боттас       | Фінляндія       | 10       | 2013 — 2024                         | Гран-прі Росії 2017            | Гран-прі Туреччини 2021        | [ 61 ]                                                  |
| 36 | Марк Веббер            | Австралія       | 9        | 2002 — 2013                         | Гран-прі Німеччини 2009        | Гран-прі Великої Британії 2012 | [ 62 ] [ 63 ]                                           |
| 36 | Ландо Норріс           | Велика Британія | 9        | 2019 —                              | Гран-прі Маямі 2024            | Гран-прі Угорщини 2025         | [ 64 ]                                                  |
| 38 | Денні Гальм            | Нова Зеландія   | 8        | 1965 — 1974                         | Гран-прі Монако 1967           | Гран-прі Аргентини 1974        | [ 65 ]                                                  |
| 38 | Жакі Ікс               | Бельгія         | 8        | 1967 — 1979                         | Гран-прі Франції 1968          | Гран-прі Німеччини 1972        | [ 66 ] [ 67 ] [ 68 ] [ 69 ] [ 70 ]                      |
| 38 | Даніель Ріккардо       | Австралія       | 8        | 2011 — 2024                         | Гран-прі Іспанії 2012          | Гран-прі Італії 2021           | [ 71 ]                                                  |
| 38 | Шарль Леклер           | Монако          | 8        | 2018 —                              | Гран-прі Бельгії 2019          | Гран-прі США 2024              | [ 72 ] [ 73 ]                                           |
| 38 | Оскар Піастрі          | Австралія       | 8        | 2023 —                              | Гран-прі Угорщини 2024         | Гран-прі Бельгії 2025          | [ 74 ]                                                  |
| 43 | Рене Арну              | Франція         | 7        | 1978 — 1989                         | Гран-прі Бразилії 1980         | Гран-прі Нідерландів 1983      | [ 75 ] [ 76 ] [ 77 ]                                    |
| 43 | Хуан-Пабло Монтоя      | Колумбія        | 7        | 2001 — 2006                         | Гран-прі Італії 2001           | Гран-прі Бразилії 2005         | [ 78 ] [ 79 ] [ 80 ] [ 81 ]                             |
| 45 | Тоні Брукс             | Велика Британія | 6        | 1956 — 1961                         | Гран-прі Великої Британії 1957 | Гран-прі Німеччини 1959        | [ 82 ] [ 83 ] [ 84 ]                                    |
| 45 | Джон Сертіс            | Велика Британія | 6        | 1960 — 1972                         | Гран-прі Німеччини 1963        | Гран-прі Італії 1967           | [ 85 ]                                                  |
| 45 | Йохен Ріндт            | Австрія         | 6        | 1964 — 1970                         | Гран-прі США 1969              | Гран-прі Німеччини 1970        | [ 86 ]                                                  |
| 45 | Жак Лаффіт             | Франція         | 6        | 1974 — 1986                         | Гран-прі Швеції 1977           | Гран-прі Канади 1981           | [ 87 ] [ 88 ] [ 89 ] [ 90 ]                             |
| 45 | Жиль Вільньов          | Канада          | 6        | 1977 — 1982                         | Гран-прі Канади 1978           | Гран-прі Іспанії 1981          | [ 91 ] [ 92 ] [ 93 ]                                    |
| 45 | Рікардо Патрезе        | Італія          | 6        | 1977 — 1993                         | Гран-прі Монако 1982           | Гран-прі Японії 1992           | [ 94 ] [ 95 ] [ 96 ] [ 97 ] [ 98 ]                      |
| 45 | Ральф Шумахер          | Німеччина       | 6        | 1997 — 2007                         | Гран-прі Сан-Марино 2001       | Гран-прі Франції 2003          | [ 99 ] [ 100 ] [ 101 ]                                  |
| 45 | Серхіо Перес           | Мексика         | 6        | 2011 — 2024                         | Гран-прі Сахіру 2020           | Гран-прі Сінгапуру 2022        | [ 102 ]                                                 |
| 53 | Ніно Фаріна            | Італія          | 5        | 1950 — 1955                         | Гран-прі Великої Британії 1950 | Гран-прі Німеччини 1953        | [ 103 ]                                                 |
| 53 | Клей Регаццоні         | Швейцарія       | 5        | 1970 — 1980                         | Гран-прі Італії 1970           | Гран-прі Великої Британії 1979 | [ 104 ] [ 105 ] [ 106 ] [ 107 ] [ 108 ]                 |
| 53 | Джон Вотсон            | Велика Британія | 5        | 1973 — 1983, 1985                   | Гран-прі Австрії 1976          | Гран-прі США-Захід 1983        | [ 109 ] [ 110 ] [ 111 ] [ 112 ]                         |
| 53 | Кеке Росберг           | Фінляндія       | 5        | 1978 — 1986                         | Гран-прі Швейцарії 1982        | Гран-прі Австралії 1985        | [ 113 ]                                                 |
| 53 | Мікеле Альборето       | Італія          | 5        | 1981 — 1994                         | Гран-прі Лас-Вегаса 1982       | Гран-прі Німеччини 1985        | [ 114 ] [ 115 ] [ 116 ] [ 117 ]                         |
| 58 | Брюс Макларен          | Нова Зеландія   | 4        | 1959 — 1970                         | Гран-прі США 1959              | Гран-прі Бельгії 1968          | [ 118 ] [ 119 ] [ 120 ] [ 121 ] [ 122 ]                 |
| 58 | Ден Герні              | США             | 4        | 1959 — 1968, 1970                   | Гран-прі Франції 1962          | Гран-прі Бельгії 1967          | [ 123 ] [ 124 ] [ 125 ]                                 |
| 58 | Едді Ірвайн            | Велика Британія | 4        | 1993 — 2002                         | Гран-прі Австралії 1999        | Гран-прі Малайзії 1999         | [ 126 ]                                                 |
| 58 | Карлос Сайнс мол.      | Іспанія         | 4        | 2015 —                              | Гран-прі Великої Британії 2022 | Гран-прі Мехіко 2024           | [ 127 ]                                                 |
| 58 | Джордж Расселл         | Велика Британія | 4        | 2019 —                              | Гран-прі Сан-Паулу 2022        | Гран-прі Канади 2025           | [ 128 ]                                                 |
| 63 | Майк Готорн            | Велика Британія | 3        | 1952 — 1958                         | Гран-прі Франції 1953          | Гран-прі Франції 1958          | [ 129 ]                                                 |
| 63 | Пітер Коллінз          | Велика Британія | 3        | 1952 — 1958                         | Гран-прі Бельгії 1956          | Гран-прі Великої Британії 1958 | [ 130 ] [ 131 ]                                         |
| 63 | Філ Гілл               | США             | 3        | 1958 — 1964, 1966                   | Гран-прі Італії 1960           | Гран-прі Італії 1961           | [ 132 ]                                                 |
| 63 | Дідьє Піроні           | Франція         | 3        | 1978 — 1982                         | Гран-прі Бельгії 1980          | Гран-прі Нідерландів 1982      | [ 133 ] [ 134 ]                                         |
| 63 | Тьєрі Бутсен           | Бельгія         | 3        | 1983 — 1993                         | Гран-прі Канади 1989           | Гран-прі Угорщини 1990         | [ 135 ] [ 136 ]                                         |
| 63 | Джонні Герберт         | Велика Британія | 3        | 1989 — 2000                         | Гран-прі Великої Британії 1995 | Гран-прі Європи 1999           | [ 137 ] [ 138 ]                                         |
| 63 | Гайнц-Гаральд Френтцен | Німеччина       | 3        | 1994 — 2003                         | Гран-прі Сан-Марино 1997       | Гран-прі Італії 1999           | [ 139 ] [ 140 ]                                         |
| 63 | Джанкарло Фізікелла    | Італія          | 3        | 1996 — 2009                         | Гран-прі Бразилії 2003         | Гран-прі Малайзії 2006         | [ 141 ]                                                 |
| 71 | Хосе Фройлан Гонсалес  | Аргентина       | 2        | 1950 — 1957, 1960                   | Гран-прі Великої Британії 1951 | Гран-прі Великої Британії 1954 | [ 142 ] [ 143 ]                                         |
| 71 | Білл Вукович           | США             | 2        | 1951 — 1955                         | 500 миль Індіанаполіса 1953    | 500 миль Індіанаполіса 1954    | [ 144 ] [ 145 ]                                         |
| 71 | Моріс Трентіньян       | Франція         | 2        | 1950 — 1964                         | Гран-прі Монако 1955           | Гран-прі Монако 1958           | [ 146 ] [ 147 ]                                         |
| 71 | Вольфганг фон Тріпс    | Німеччина       | 2        | 1956 — 1961                         | Гран-прі Нідерландів 1961      | Гран-прі Великої Британії 1961 | [ 148 ]                                                 |
| 71 | Педро Родрігес         | Мексика         | 2        | 1963 — 1971                         | Гран-прі Південної Африки 1967 | Гран-прі Бельгії 1970          | [ 149 ] [ 150 ]                                         |
| 71 | Йо Зифферт             | Швейцарія       | 2        | 1962 — 1971                         | Гран-прі Великої Британії 1968 | Гран-прі Австрії 1971          | [ 151 ] [ 152 ]                                         |
| 71 | Пітер Ревсон           | США             | 2        | 1972 — 1974                         | Гран-прі Великої Британії 1973 | Гран-прі Канади 1973           | [ 153 ]                                                 |
| 71 | Патрік Депає           | Франція         | 2        | 1972, 1974 — 1980                   | Гран-прі Монако 1978           | Гран-прі Іспанії 1979          | [ 154 ] [ 155 ]                                         |
| 71 | Жан-П'єр Жабу          | Франція         | 2        | 1974 — 1975 1977 — 1981             | Гран-прі Франції 1979          | Гран-прі Австрії 1980          | [ 156 ] [ 157 ]                                         |
| 71 | Патрік Тамбе           | Франція         | 2        | 1977 — 1986                         | Гран-прі Німеччини 1982        | Гран-прі Сан-Марино 1983       | [ 158 ] [ 159 ]                                         |
| 71 | Еліо ді Анджеліс       | Італія          | 2        | 1979 — 1986                         | Гран-прі Австрії 1982          | Гран-прі Сан-Марино 1985       | [ 160 ] [ 161 ]                                         |
| 82 | Джонні Парсонс         | США             | 1        | 1950 — 1958                         | 500 миль Індіанаполіса 1950    | 500 миль Індіанаполіса 1950    | [ 162 ]                                                 |
| 82 | Лі Воллард             | США             | 1        | 1950 — 1951                         | 500 миль Індіанаполіса 1951    | 500 миль Індіанаполіса 1951    | [ 163 ]                                                 |
| 82 | Луїджі Фаджіолі        | Італія          | 1        | 1950 — 1951                         | Гран-прі Франції 1951          | Гран-прі Франції 1951          | [ 164 ]                                                 |
| 82 | П'єро Таруффі          | Італія          | 1        | 1950 — 1956                         | Гран-прі Швейцарії 1952        | Гран-прі Швейцарії 1952        | [ 165 ]                                                 |
| 82 | Трой Ратман            | США             | 1        | 1950 — 1952, 1954 1956 — 1958, 1960 | 500 миль Індіанаполіса 1952    | 500 миль Індіанаполіса 1952    | [ 166 ]                                                 |
| 82 | Боб Свайкерт           | США             | 1        | 1952 — 1956                         | 500 миль Індіанаполіса 1955    | 500 миль Індіанаполіса 1955    | [ 167 ]                                                 |
| 82 | Луїджі Муссо           | Італія          | 1        | 1954 — 1958                         | Гран-прі Аргентини 1956        | Гран-прі Аргентини 1956        | [ 168 ]                                                 |
| 82 | Пет Флаерті            | США             | 1        | 1950 — 1959                         | 500 миль Індіанаполіса 1956    | 500 миль Індіанаполіса 1956    | [ 169 ]                                                 |
| 82 | Сем Генкс              | США             | 1        | 1950 — 1957                         | 500 миль Індіанаполіса 1957    | 500 миль Індіанаполіса 1957    | [ 170 ]                                                 |
| 82 | Джиммі Браян           | США             | 1        | 1952 — 1960                         | 500 миль Індіанаполіса 1958    | 500 миль Індіанаполіса 1958    | [ 171 ]                                                 |
| 82 | Роджер Ворд            | США             | 1        | 1951 — 1960, 1963                   | 500 миль Індіанаполіса 1959    | 500 миль Індіанаполіса 1959    | [ 172 ]                                                 |
| 82 | Йо Бонніер             | Швеція          | 1        | 1956 — 1971                         | Гран-прі Нідерландів 1959      | Гран-прі Нідерландів 1959      | [ 173 ]                                                 |
| 82 | Джим Ратман            | США             | 1        | 1950, 1952 — 1960                   | 500 миль Індіанаполіса 1960    | 500 миль Індіанаполіса 1960    | [ 174 ]                                                 |
| 82 | Джанкарло Багетті      | Італія          | 1        | 1961 — 1967                         | Гран-прі Франції 1961          | Гран-прі Франції 1961          | [ 175 ]                                                 |
| 82 | Іннес Айрленд          | Велика Британія | 1        | 1959 — 1966                         | Гран-прі США 1961              | Гран-прі США 1961              | [ 176 ]                                                 |
| 82 | Лоренцо Бандіні        | Італія          | 1        | 1961 — 1967                         | Гран-прі Австрії 1964          | Гран-прі Австрії 1964          | [ 177 ]                                                 |
| 82 | Річі Гінтер            | США             | 1        | 1960 — 1967                         | Гран-прі Мексики 1965          | Гран-прі Мексики 1965          | [ 178 ]                                                 |
| 82 | Лудовіко Скарфіотті    | Італія          | 1        | 1963 — 1968                         | Гран-прі Італії 1966           | Гран-прі Італії 1966           | [ 179 ]                                                 |
| 82 | Пітер Гетин            | Велика Британія | 1        | 1970 — 1974                         | Гран-прі Італії 1971           | Гран-прі Італії 1971           | [ 180 ]                                                 |
| 82 | Франсуа Север          | Франція         | 1        | 1970 — 1973                         | Гран-прі США 1971              | Гран-прі США 1971              | [ 181 ]                                                 |
| 82 | Жан-П'єр Бельтуаз      | Франція         | 1        | 1967 — 1974                         | Гран-прі Монако 1972           | Гран-прі Монако 1972           | [ 182 ]                                                 |
| 82 | Жозе Карлус Пачі       | Бразилія        | 1        | 1972 — 1977                         | Гран-прі Бразилії 1975         | Гран-прі Бразилії 1975         | [ 183 ]                                                 |
| 82 | Йохен Мас              | Німеччина       | 1        | 1973 — 1982                         | Гран-прі Іспанії 1975          | Гран-прі Іспанії 1975          | [ 184 ]                                                 |
| 82 | Вітторіо Брамбілла     | Італія          | 1        | 1974 — 1980                         | Гран-прі Австрії 1975          | Гран-прі Австрії 1975          | [ 185 ]                                                 |
| 82 | Гуннар Нільссон        | Швеція          | 1        | 1976 — 1977                         | Гран-прі Бельгії 1977          | Гран-прі Бельгії 1977          | [ 186 ]                                                 |
| 82 | Алессандро Нанніні     | Італія          | 1        | 1986 — 1990                         | Гран-прі Японії 1989           | Гран-прі Японії 1989           | [ 187 ]                                                 |
| 82 | Жан Алезі              | Франція         | 1        | 1989 — 2001                         | Гран-прі Канади 1995           | Гран-прі Канади 1995           | [ 188 ]                                                 |
| 82 | Олів'є Паніс           | Франція         | 1        | 1994 — 1999 2001 — 2004             | Гран-прі Монако 1996           | Гран-прі Монако 1996           | [ 189 ]                                                 |
| 82 | Ярно Труллі            | Італія          | 1        | 1997 — 2011                         | Гран-прі Монако 2004           | Гран-прі Монако 2004           | [ 190 ]                                                 |
| 82 | Роберт Кубіца          | Польща          | 1        | 2006 — 2010                         | Гран-прі Канади 2008           | Гран-прі Канади 2008           | [ 191 ]                                                 |
| 82 | Гейккі Ковалайнен      | Фінляндія       | 1        | 2007 — 2012                         | Гран-прі Угорщини 2008         | Гран-прі Угорщини 2008         | [ 192 ]                                                 |
| 82 | Пастор Мальдонадо      | Венесуела       | 1        | 2011 — 2015                         | Гран-прі Іспанії 2012          | Гран-прі Іспанії 2012          | [ 193 ]                                                 |
| 82 | П'єр Гаслі             | Франція         | 1        | 2017 —                              | Гран-прі Італії 2020           | Гран-прі Італії 2020           | [ 194 ]                                                 |
| 82 | Естебан Окон           | Франція         | 1        | 2016 — 2018 2020 —                  | Гран-прі Угорщини 2021         | Гран-прі Угорщини 2021         | [ 195 ]                                                 |

## За країнами
Список гонок виграних гонщиками за національною приналежністю.
Жирним шрифтом відзначено пілотів, які беруть участь у Чемпіонаті 2025 року.
| №  | Країна          | Перемоги | Гонщик(и) | Кількість гонщиків |
| -- | --------------- | -------- | --- | ------------------ |
| 1  | Велика Британія | 322      | Льюїс Гамільтон (105), Найджел Менселл (31), Джекі Стюарт (27), Джим Кларк (25), Деймон Гілл (22), Стірлінг Мосс (16), Дженсон Баттон (15), Грем Гілл (14), Девід Култгард (13), Джеймс Гант (10), Ландо Норріс (9), Тоні Брукс (6), Джон Сертіс (6), Джон Вотсон (5), Едді Ірвайн (4), Джордж Расселл (4), Майк Готорн (3), Пітер Коллінз (3), Джонні Герберт (3), Іннес Айрленд (1), Пітер Гетин (1) | 21                 |
| 2  | Німеччина       | 179      | Міхаель Шумахер (91), Себастьян Феттель (53), Ніко Росберг (23), Ральф Шумахер (6), Гайнц-Гаральд Френтцен (3), Вольфганг фон Тріпс (2), Йохен Мас (1) | 7                  |
| 3  | Бразилія        | 101      | Айртон Сенна (41), Нельсон Піке (23), Емерсон Фіттіпальді (14), Рубенс Баррікелло (11), Феліпе Масса (11), Карлус Пачі (1) | 6                  |
| 4  | Франція         | 81       | Ален Прост (51), Рене Арну (7), Жак Лаффіт (6), Дідьє Піроні (3), Моріс Трентіньян (2), Патрік Депає (2), Жан-П'єр Жабуй (2), Патрік Тамбе (2), Франсуа Север (1), Жан-П'єр Бельтуаз (1), Жан Алезі (1), Олів'є Паніс (1), П'єр Гаслі (1), Естебан Окон (1) | 14                 |
| 5  | Нідерланди      | 65       | Макс Ферстаппен (65) | 1                  |
| 6  | Фінляндія       | 57       | Кімі Ряйкконен (21), Міка Гаккінен (20), Вальттері Боттас (10), Кеке Росберг (5), Гейккі Ковалайнен (1) | 5                  |
| 7  | Австралія       | 51       | Джек Бребем (14), Алан Джонс (12), Марк Веббер (9), Данієль Ріккардо (8), Оскар Піастрі (8) | 5                  |
| 8  | Італія          | 43       | Альберто Аскарі (13), Ріккардо Патрезе (6), Джузеппе Фаріна (5), Мікеле Альборето (5), Джанкарло Фізікелла (3), Еліо де Анджеліс (2), Луїджі Фаджолі (1), П'єро Таруффі (1), Луїджі Муссо (1), Джанкарло Багетті (1), Лоренцо Бандіні (1), Людовіко Скарфіотті (1), Вітторіо Брамбілла (1), Алессандро Нанніні (1), Ярно Труллі (1)                                                                    | 15                 |
| 9  | Австрія         | 41       | Нікі Лауда (25), Герхард Бергер (10), Йохен Ріндт (6) | 3                  |
| 10 | Аргентина       | 38       | Хуан-Мануель Фанхіо (24), Карлос Ройтеманн (12), Хосе Фройлан Гонсалес (2) | 3                  |
| 11 | Іспанія         | 36       | Фернандо Алонсо (32), Карлос Сайнс мол. (4) | 2                  |
| 12 | США             | 33       | Маріо Андретті (12), Ден Герні (4), Філ Гілл (3), Білл Вукович (2), Пітер Ревсон (2), Джонні Парсонс (1), Лі Воллард (1), Трой Раттман (1), Боб Свайкерт (1), Пет Флаерті (1), Сем Генкс (1), Джиммі Браян (1), Роджер Ворд (1), Джим Ратманн (1), Річі Гінтер (1) | 15                 |
| 13 | Канада          | 17       | Жак Вільнев (11), Жиль Вільнев (6) | 2                  |
| 14 | Нова Зеландія   | 12       | Денні Гальм (8), Брюс Макларен (4) | 2                  |
| 14 | Швеція          | 12       | Ронні Петерсон (10), Йо Бонніер (1), Ґуннар Нільссон (1) | 3                  |
| 16 | Бельгія         | 11       | Жакі Ікс (8), Тьєрі Бутсен (3) | 2                  |
| 17 | ПАР             | 10       | Джоді Шектер (10) | 1                  |
| 18 | Мексика         | 8        | Серхіо Перес (6), Педро Родрігес (2) | 2                  |
| 18 | Монако          | 8        | Шарль Леклер (8) | 1                  |
| 20 | Швейцарія       | 7        | Клей Регаццоні (5), Йо Зифферт (2) | 2                  |
| 20 | Колумбія        | 7        | Хуан-Пабло Монтоя (7) | 1                  |
| 22 | Польща          | 1        | Роберт Кубіца (1) | 1                  |
| 22 | Венесуела       | 1        | Пастор Мальдонадо (1) | 1                  |

## Найбільше перемог в сезоні
Жирним шрифтом відзначено пілотів, які також стали чемпіонами в відповідному сезоні.
* відзначено пілотів, які беруть участь у Чемпіонаті 2024 року.
| Сезон | Пілоти              | Конструктори                  | Перемоги | Гран-прі | Відсоток |
| ----- | ------------------- | ----------------------------- | -------- | -------- | -------- |
| 1950  | Хуан-Мануель Фанхіо | Alfa Romeo                    | 3        | 7        | 42.86%   |
| 1950  | Джузеппе Фаріна     | Alfa Romeo                    | 3        | 7        | 42.86%   |
| 1951  | Хуан-Мануель Фанхіо | Alfa Romeo                    | 3        | 8        | 37.50%   |
| 1952  | Альберто Аскарі     | Ferrari                       | 6        | 8        | 75.00%   |
| 1953  | Альберто Аскарі     | Ferrari                       | 5        | 9        | 55.56%   |
| 1954  | Хуан-Мануель Фанхіо | Maserati, Mercedes            | 6        | 9        | 66.67%   |
| 1955  | Хуан-Мануель Фанхіо | Mercedes                      | 4        | 7        | 57.14%   |
| 1956  | Хуан-Мануель Фанхіо | Ferrari                       | 3        | 8        | 37.50%   |
| 1957  | Хуан-Мануель Фанхіо | Maserati                      | 4        | 8        | 50.00%   |
| 1958  | Стірлінг Мосс       | Vanwall                       | 4        | 11       | 36.36%   |
| 1959  | Джек Бребем         | Cooper-Climax                 | 2        | 9        | 22.22%   |
| 1959  | Тоні Брукс          | Ferrari, Vanwall              | 2        | 9        | 22.22%   |
| 1959  | Стірлінг Мосс       | Cooper-Climax, Cooper-BRM     | 2        | 9        | 22.22%   |
| 1960  | Джек Бребем         | Cooper-Climax                 | 5        | 10       | 50.00%   |
| 1961  | Філ Гілл            | Ferrari                       | 2        | 8        | 25.00%   |
| 1961  | Вольфганг фон Тріпс | Ferrari                       | 2        | 8        | 25.00%   |
| 1961  | Стірлінг Мосс       | Lotus-Climax, Ferguson-Climax | 2        | 8        | 25.00%   |
| 1962  | Грем Гілл           | BRM                           | 4        | 9        | 44.44%   |
| 1963  | Джим Кларк          | Lotus-Climax                  | 7        | 10       | 70.00%   |
| 1964  | Джим Кларк          | Lotus-Climax                  | 3        | 10       | 30.00%   |
| 1965  | Джим Кларк          | Lotus-Climax                  | 6        | 10       | 60.00%   |
| 1966  | Джек Бребем         | Brabham-Repco                 | 4        | 9        | 44.44%   |
| 1967  | Джим Кларк          | Lotus-Ford                    | 4        | 11       | 36.36%   |
| 1968  | Джекі Стюарт        | Matra-Ford                    | 3        | 12       | 25.00%   |
| 1968  | Грем Гілл           | Lotus-Ford                    | 3        | 12       | 25.00%   |
| 1969  | Джекі Стюарт        | Matra-Ford                    | 6        | 11       | 54.55%   |
| 1970  | Йохен Ріндт         | Lotus-Ford                    | 5        | 13       | 38.46%   |
| 1971  | Джекі Стюарт        | Tyrrell-Ford                  | 6        | 11       | 54.55%   |
| 1972  | Емерсон Фіттіпальді | Lotus-Ford                    | 5        | 12       | 41.67%   |
| 1973  | Джекі Стюарт        | Tyrrell-Ford                  | 5        | 15       | 33.33%   |
| 1974  | Ронні Петерсон      | Lotus-Ford                    | 3        | 15       | 20.00%   |
| 1974  | Емерсон Фіттіпальді | McLaren-Ford                  | 3        | 15       | 20.00%   |
| 1974  | Карлос Ройтеман     | Brabham-Ford                  | 3        | 15       | 20.00%   |
| 1975  | Нікі Лауда          | Ferrari                       | 5        | 14       | 35.71%   |
| 1976  | Джеймс Гант         | McLaren-Ford                  | 6        | 16       | 37.50%   |
| 1977  | Маріо Андретті      | Lotus-Ford                    | 4        | 17       | 23.53%   |
| 1978  | Маріо Андретті      | Lotus-Ford                    | 6        | 16       | 37.50%   |
| 1979  | Алан Джонс          | Williams-Ford                 | 4        | 15       | 26.67%   |
| 1980  | Алан Джонс          | Williams-Ford                 | 5        | 14       | 35.71%   |
| 1981  | Нельсон Піке        | Brabham-Ford                  | 3        | 15       | 20.00%   |
| 1981  | Ален Прост          | Renault                       | 3        | 15       | 20.00%   |
| 1982  | Дідьє Піроні        | Ferrari                       | 2        | 16       | 12.50%   |
| 1982  | Ален Прост          | Renault                       | 2        | 16       | 12.50%   |
| 1982  | Рене Арну           | Renault                       | 2        | 16       | 12.50%   |
| 1982  | Нікі Лауда          | McLaren-Ford                  | 2        | 16       | 12.50%   |
| 1982  | Джон Вотсон         | McLaren-Ford                  | 2        | 16       | 12.50%   |
| 1983  | Ален Прост          | Renault                       | 4        | 15       | 26.67%   |
| 1984  | Ален Прост          | McLaren-TAG                   | 7        | 16       | 43.75%   |
| 1985  | Ален Прост          | McLaren-TAG                   | 5        | 16       | 31.25%   |
| 1986  | Найджел Менселл     | Williams-Honda                | 5        | 16       | 31.25%   |
| 1987  | Найджел Менселл     | Williams-Honda                | 6        | 16       | 37.50%   |
| 1988  | Айртон Сенна        | McLaren-Honda                 | 8        | 16       | 50.00%   |
| 1989  | Айртон Сенна        | McLaren-Honda                 | 6        | 16       | 37.50%   |
| 1990  | Айртон Сенна        | McLaren-Honda                 | 6        | 16       | 37.50%   |
| 1991  | Айртон Сенна        | McLaren-Honda                 | 7        | 16       | 43.75%   |
| 1992  | Найджел Менселл     | Williams-Renault              | 9        | 16       | 56.25%   |
| 1993  | Ален Прост          | Williams-Renault              | 7        | 16       | 43.75%   |
| 1994  | Міхаель Шумахер     | Benetton-Ford                 | 8        | 16       | 50.00%   |
| 1995  | Міхаель Шумахер     | Benetton-Renault              | 9        | 17       | 52.94%   |
| 1996  | Деймон Гілл         | Williams-Renault              | 8        | 16       | 50.00%   |
| 1997  | Жак Вільнев         | Williams-Renault              | 7        | 17       | 41.18%   |
| 1998  | Міка Гаккінен       | McLaren-Mercedes              | 8        | 16       | 50.00%   |
| 1999  | Міка Гаккінен       | McLaren-Mercedes              | 5        | 16       | 31.25%   |
| 2000  | Міхаель Шумахер     | Ferrari                       | 9        | 17       | 52.94%   |
| 2001  | Міхаель Шумахер     | Ferrari                       | 9        | 17       | 52.94%   |
| 2002  | Міхаель Шумахер     | Ferrari                       | 11       | 17       | 64.71%   |
| 2003  | Міхаель Шумахер     | Ferrari                       | 6        | 16       | 37.50%   |
| 2004  | Міхаель Шумахер     | Ferrari                       | 13       | 18       | 72.22%   |
| 2005  | Кімі Ряйкконен      | McLaren-Mercedes              | 7        | 19       | 36.84%   |
| 2005  | Фернандо Алонсо*    | Renault                       | 7        | 19       | 36.84%   |
| 2006  | Міхаель Шумахер     | Ferrari                       | 7        | 18       | 38.89%   |
| 2006  | Фернандо Алонсо*    | Renault                       | 7        | 18       | 38.89%   |
| 2007  | Кімі Ряйкконен      | Ferrari                       | 6        | 17       | 35.29%   |
| 2008  | Феліпе Масса        | Ferrari                       | 6        | 18       | 33.33%   |
| 2009  | Дженсон Баттон      | Brawn-Mercedes                | 6        | 17       | 35.29%   |
| 2010  | Фернандо Алонсо*    | Ferrari                       | 5        | 19       | 26.32%   |
| 2010  | Себастьян Феттель   | Red Bull-Renault              | 5        | 19       | 26.32%   |
| 2011  | Себастьян Феттель   | Red Bull-Renault              | 11       | 19       | 57.89%   |
| 2012  | Себастьян Феттель   | Red Bull-Renault              | 5        | 20       | 25.00%   |
| 2013  | Себастьян Феттель   | Red Bull-Renault              | 13       | 19       | 68.42%   |
| 2014  | Льюїс Гамільтон*    | Mercedes                      | 11       | 19       | 57.89%   |
| 2015  | Льюїс Гамільтон*    | Mercedes                      | 10       | 19       | 52.63%   |
| 2016  | Льюїс Гамільтон*    | Mercedes                      | 10       | 21       | 47.62%   |
| 2017  | Льюїс Гамільтон*    | Mercedes                      | 9        | 20       | 45.00%   |
| 2018  | Льюїс Гамільтон*    | Mercedes                      | 11       | 21       | 52.38%   |
| 2019  | Льюїс Гамільтон*    | Mercedes                      | 11       | 21       | 52.38%   |
| 2020  | Льюїс Гамільтон*    | Mercedes                      | 11       | 17       | 64.71%   |
| 2021  | Макс Ферстаппен*    | Red Bull Racing-Honda         | 10       | 22       | 45.45%   |
| 2022  | Макс Ферстаппен*    | Red Bull Racing-RBPT          | 15       | 22       | 68.18%   |
| 2023  | Макс Ферстаппен*    | Red Bull Racing-Honda RBPT    | 19       | 22       | 86.36%   |
| 2024  | Макс Ферстаппен*    | Red Bull Racing-Honda RBPT    | 9        | 24       | 37.50%   |